# 特拉姆韋嶺
77°31′S 167°6′E / 77.517°S 167.100°E
特拉姆韋嶺（英語：Tramway Ridge）是南極洲的山嶺，位於羅斯島，處於埃里伯斯火山，海拔高度約3,450米，該山嶺的一部分被劃入保護區，現時由南極條約體系管理。